# Pierre Moure
Pour les articles homonymes, voir Moure.
 (janvier 2012).
Si vous disposez d'ouvrages ou d'articles de référence ou si vous connaissez des sites web de qualité traitant du thème abordé ici, merci de compléter l'article en donnant les références utiles à sa vérifiabilité et en les liant à la section « Notes et références ».
Pierre Moure est un acteur français né le 7 juin 1983 à Montargis (Loiret).

## Biographie
Pierre Moure étudie le théâtre au Cours Florent en 2005 puis au Conservatoire national supérieur d'art dramatique en 2008.
Sa carrière cinématographique commence en 2004 avec un rôle dans le court-métrage Bébé requin de Pascal-Alex Vincent qui fut proposé au Festival de Cannes dans la catégorie Palme d'or du court-métrage en 2005.
C'est en 2007 qu'il reçoit ses premiers prix, il s'agit des Prix du jury d'interprétation masculine et Prix du public d'interprétation masculine au Festival Jean Carmet des Seconds Rôles pour le court-métrage C'est d'accord de Marilyne Canto.
Il est rendu célèbre grâce au long-métrage Où va la nuit en 2011 de Martin Provost où il tient le rôle du fils de Yolande Moreau.
C'est grâce à ce film que le 22 novembre 2011, l'Académie des Césars le présélectionne dans la catégorie Meilleur espoir masculin.

## Filmographie

### Cinéma

#### Longs métrages
- 2006 : Un camion en réparation d'Arnaud Simon : Eugène
- 2008 : Mateo Falcone d'Éric Vuillard : le jeune soldat
- 2010 : Le Sentiment de la chair de Roberto Garzelli : Thierry
- 2011 : Où va la nuit de Martin Provost : Thomas
- 2014 : Fever de Raphaël Neal : Pierre
- 2019 : Bêtes blondes de Maxime Matray, Alexia Walther : Arnaud
- 2022 : Maigret  de Patrice Leconte : Laurent

#### Courts métrages
- 2004 : Bébé requin de Pascal-Alex Vincent
- 2006 : I love you de Benjamin Busnel
- 2007 : C'est d'accord de Marilyne Canto
- 2008 : Spadassins de Jean-Baptiste Saurel
- 2011 : Les Poissons préfèrent l'eau du bain de Pierre Mazingarbe

### Télévision
- 2006 : Madame le Proviseur (saison 11) : Romain Chevreuil
- 2010 : Manon Lescaut de Gabriel Aghion : Tiberge
- 2013 : Crime d'État de Pierre Aknine : Bertrand Boulin
- 2014 : Le Voyage de Monsieur Perrichon d'Éric Lavaine : Armand

## Distinctions
- 2006 : Prix d'interprétation masculine au Festival des 24 courts de la Sarthe[1]
- 2007 : Prix du jury d'interprétation masculine au Festival Jean Carmet de Moulins
- 2007 : Prix du public d'interprétation masculine au Festival Jean Carmet de Moulins
- 2012 : Présélection au César du meilleur espoir masculin